# Saker Sportscar Challenge
De Saker Sportscar Challenge is een merkenraceklasse opgericht in 2004. Alle auto’s zijn gelijkwaardig en van het merk Saker. De Saker Sportscar Challenge wordt georganiseerd door de DNRT en behoort tot de top van amateurracen in Nederland. Tijdens een seizoen wordt gereden op Circuit Park Zandvoort, TT-Circuit Assen, Spa-Francorchamps en Brands Hatch. De finale en daarmee afsluiting van het seizoen vindt eind oktober plaats op Circuit Park Zandvoort in de vorm van de SAKER World Final.
Sinds 2011 is er ook een Saker Challenge UK van start gegaan.

## Kampioenen
In seizoen 2007 rijden 14 Sakers mee. Tijdens de seizoensafsluiter van 2011 is dit aantal gegroeid tot 28 Sakers.
| Jaar | Coureur                        | Team                          | Auto         |
| ---- | ------------------------------ | ----------------------------- | ------------ |
| 2007 | Joris Schouten Coos Schouten   | Schouten Racing               | Saker GT     |
| 2008 | Herbert Boender Robbert Visser | Jadbalja-2 Saker Factory Team | Saker GT     |
| 2009 | Coos Schouten Jeroen Rutges    | Schouten Racing               | Saker GT     |
| 2010 | Monny Krant Emile Bezemer      | King Kong Racing              | Saker GT     |
| 2011 | Gerrit Meyer Rudolf Meyer      | Jadbalja Go Fast              | Saker Sprint |

## De auto
Alle auto’s in deze klasse zijn van het merk Saker. In de Saker Sportscar Challenge worden alle teams verplicht met fabrieksspecificaties te rijden. Er wordt gebruikgemaakt van 2.0 liter Subaru Boxer turbo motoren die zijn aangepast om gebruik op circuit optimaal aan te kunnen. Standaard wordt de auto afgesteld op 275 pk. Het stalen buizenframe in combinatie met de polyester carrosserie maakt het gewicht van slechts 760KG mogelijk. Het afstellen en anders uitlijnen van het onderstel en downforce is wel toegestaan.